# لؤلؤ اليايا
لؤلؤ اليايا خادم مخصي، كان الوصي على سلطنة حلب السلجوقية من 1113 م (507 هـ) حتى اغتياله عام 1117 (510). كان أتابك للسلاطين القصر. كان بالسابق في خدمة آق سنقر البرسقي، أتابك الموصل.
كان ألب أرسلان الأخرس  يبلغ من العمر ستة عشر عامًا فقط عندما خلف والده سلطانًا على حلب في 10 ديسمبر 1113.  وفقًا لابن الأثير:«لم يكن لديه سوى مظهر من مظاهر السلطة كسلطان وكان أتابكه لؤلؤ اليايا صاحب الكلمة».